# Scatophagidae
Scatophagidae é uma família de peixes da subordem Acanthuroidei. São conhecidos como percas-disco, pois possuem um corpo redondo achatado, possuindo uma barbatana dorsal com 11-12 espinhos robustos e 16-18 raios moles, antigamente foram colocados como membros da família Chaetodontidae (peixes-borboleta), por causa da característica do corpo achatado e redondo. As percas-disco podem ser encontradas no Indo-Pacífico, próximos de mangues e estuários de água salgada, doce e salobra.

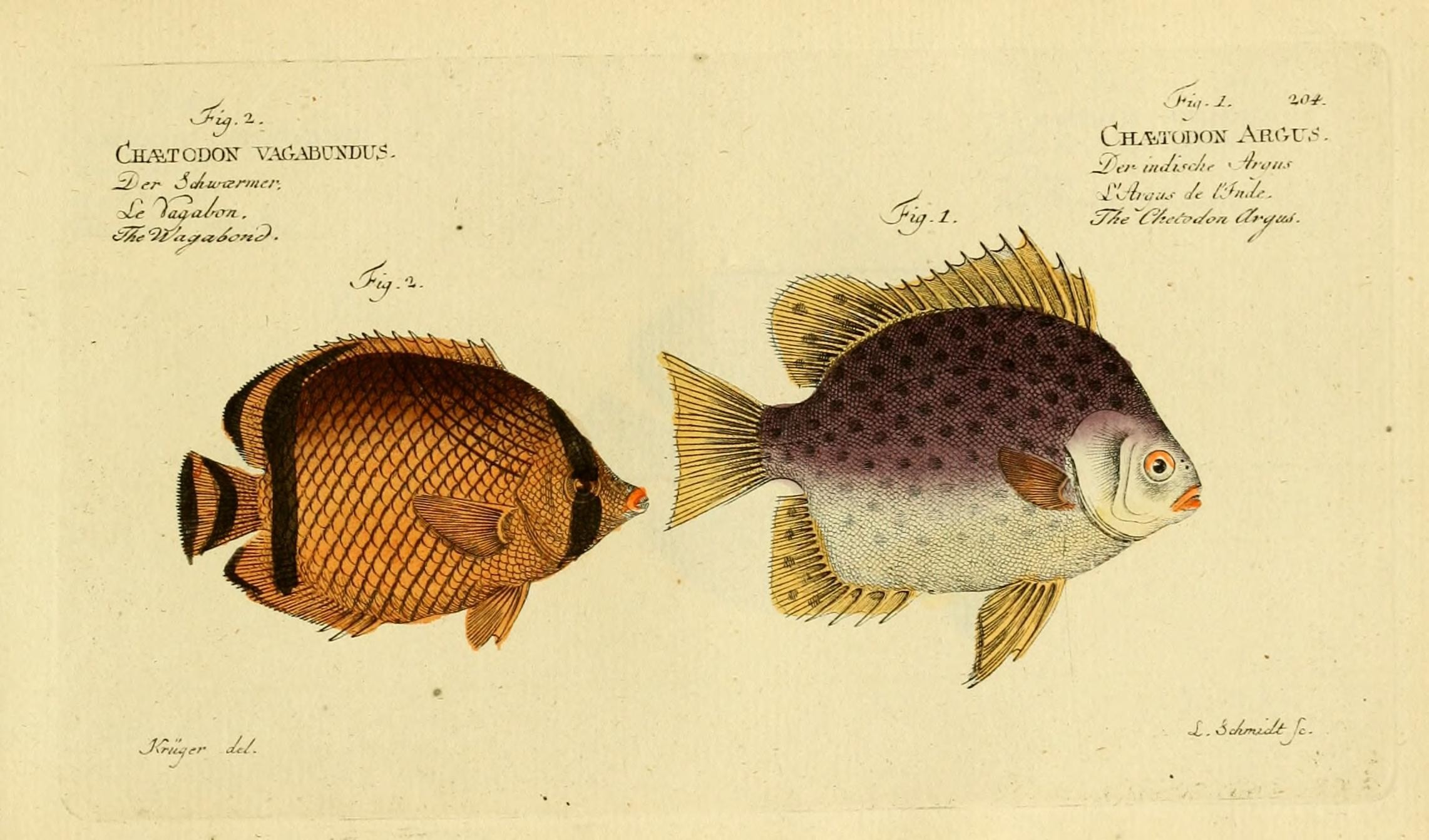
Scatophagus argus quando estava na família Chaetodontidae.

## Gêneros
Existem dois gêneros.
- Scatophagus Cuvier, 1831
- Selenotoca Myers, 1936